# Kendži Točio
Kendži Točio (* 26. květen 1941) je bývalý japonský fotbalista.

## Klubová kariéra
Hrával za Furukawa Electric.

## Reprezentační kariéra
Kendži Točio odehrál za japonský národní tým v roce 1961 celkem 2 reprezentační utkání.

## Statistiky
| Japonsko | Japonsko | Japonsko |
| Roky     | Záp.     | Góly     |
| -------- | -------- | -------- |
| 1961     | 2        | 0        |
| Celkem   | 2        | 0        |